# Nintendo
Nintendo Co., Ltd. (任天堂株式会社, Nintendō Kabushiki gaisha?) je multinacionalna korporacija s sedežem v Kyotu, Japonska ustanovljena 23. septembra 1889. Ustanovil ga je Fusajiro Yamauchi z namenom proizvodnje ročnih igralnih kart hanafuda. 

Nintendo je danes znan predvsem kot izdelovalec igralnih konzol, ki je s svojim izdelkom Nintendo Entertainment System (NES) v sredini osemdesetih let obudil ameriški trg domačih igralnih konzol, ki je bil prej zasičen z nekakovostnimi igrami. S tem si je Nintendo priboril prevladujoč položaj na trgu igralnih konzol in kmalu postal eno izmed najbolj dobičkonosnih podjetij na svetu. Nintendo je nadaljeval s konzolami Super Nintendo Entertainment System (SNES), Nintendo 64, GameCube in Wii, ki je predstavnik najnovejše generacije. 
Nintendo je ustvaril tudi številne prenosne igralne sisteme; najpomembnejši med njimi je Game Boy, ki po številu prodanih enot ni imel prave konkurence. Med najnovejše Nintendove prenosne igralne sisteme sodita DS, njegova izboljšana različica DSi in Nintendo 3DS.
Najnovejša igralna konzola je Nintendo Switch, katerega so prodali več kot 114 milijonov kopij. Deluje kot hibridna konzola. Lahko se uporablja kot domača konzola, povezana s televizorjem, lahko pa se uporablja kot prenosna ročna konzola.
Nintendo je ustvaril tudi številne velike franšize, kot so Super Mario, The Legend of Zelda, Super Smash Bros, Metroid, Kirby in številne druge.